# Ao Jiang
Der Ao Jiang (chinesisch 敖江, auch 鳌江, Pinyin Áo Jiāng – „Ao-Fluss“) ist ein Fluss in der südostchinesischen Provinz Fujian. Er entspringt im Jiufeng-Gebirge auf dem Gebiet der Gemeinde Gutian. Er fließt durch die Gemeinden Luoyuan, Lianjiang, Xiaocang, Pandu, Aojiang und Fengcheng, um dann zwischen Pukou und Dongdai in das Ostchinesische Meer (Formosastraße) zu münden.
Der Ao Jiang hat eine Länge von 137 Kilometern und ein Einflussgebiet von 2655 Quadratkilometern. Er wird auf dem Gebiet der Gemeinde Xiaocang aufgestaut, wodurch sich der Shanzai-Stausee gebildet hat.